# Martín Matalon
Martín Matalon (Buenos Aires, 17 oktober 1958) is een Argentijns componist, muziekpedagoog, dirigent en slagwerker.

## Levensloop
Matalon studeerde aan de Juilliard School of Music in New York en behaalde aldaar zijn Bachelor of Music alsook zijn Master of Music in compositie. In 1986 won hij de Charles Ives-prijs van de American Academy of Institute of Arts and Letters, maar ook de Holtkamp AGO Award. Met een studiebeurs vanuit het Fulbright-programma kon hij in 1988 en 1989 cursussen bij Olivier Messiaen en Pierre Boulez aan het Centre Acanthes de Villeneuve-lès-Avignon volgen en bij Tristan Murail in Parijs studeren. In 1988 won hij compositieprijzen van de American Society of Composers, Authors and Publishers (ASCAP) en de Broadcast Music, Inc. (BMI). 
In 1989 richtte hij in New York het ensemble Music Mobile op, dat zich op de interpretatie van hedendaagse muziek focusseerde. Tot 1996 was hij dirigent van dit ensemble. 
Van 2004 tot 2008 was hij gast-professor aan de McGill-universiteit in Montreal. Vanaf oktober 2010 is hij als docent voor compositie verbonden aan het Conservatoire régional d'Aubervilliers-La Courneuve.
Sinds 1993 heeft hij een collaboratie met het Institut de Recherche et Coordination Acoustique/Musique (IRCAM) in Parijs. Matalon was curator van een expositie over Jorge-Luis Borges. Verder werden door IRCAM verschillende films gerestaureerd zoals Metropolis van Fritz Lang en Las siete vidas de un gato op de basis van "Un chien andalou" (1927) van Luis Buñuel. Matalon was hij deze werkzaamheden geïnvolveerd. Als componist schreef hij werken voor diverse genres zoals orkestmuziek, kamermuziek, vocale en instrumentale muziek. In 1989 kreeg hij de Opéra Autrement prijs van het Centre Ancanthes voor zijn kameropera Le Miracle Secret en in 2001 de prijs van de stad Barcelona voor zijn muziek voor de gerestaureerde film Metropolis. In 2005 ontving hij een steun van de Solomon R. Guggenheim Foundation in New York alsook een prijs van het Institut de France Académie des beaux-arts. In 2003 en 2004 was hij als huiscomponist verbonden aan het concertgebouw l’Arsenal te Metz waar onder anderen 3 orkestwerken met het Orchestre National de Lorraine onder leiding van Jacques Mercier op cd-rom opgenomen werden.

## Composities

### Werken voor orkest
- 1991 El Matarife, voor 16 instrumentalisten
- 1993 Monedas de hierro, voor 10 instrumentalisten en elektronica
- 2000 Trame III, concert voor cello en orkest
- 2001 Trame IV, voor piano en 11 instrumentalisten
- 2002 El torito catalan, voor orkest
- 2003 Trame V, concert voor trompet en orkest
- 2004 Trame VI, voor altviool en kamerorkest
- 2005 Trame VII, voor hoorn en ensemble
- 2006 La légende de M. Chance conte musical, voor orkest
- 2007 Lignes de fuite, voor orkest
- 2008 Trame IX, concert voor hobo en orkest
- 2008 Trame VIII, voor marimba solo en 8 instrumenten
- 2010 Preludio Serenata y Epílogo, voor orkest
- 2011 Trame XII, voor trompet solo en strijkorkest
- 2010-2011 Del color a la materia, voor piano, zes slagwerkers en elektronica
- 2010-2011 K/D/M Concert, voor twee slagwerkers, accordeon en kamerorkest

### Werken voor harmonieorkest en koperensemble
- 2001 Otras ficciones, voor harmonieorkest, twee piano's, twee harpen en contrabas
- 2010 ...de tiempo y de metal..., 4 hoorns, 4 trompetten, 2 tenortrombones, bastrombone en tuba

### Muziektheater

#### Opera's
| Voltooid in | titel                           | aktes | première | libretto |
| ----------- | ------------------------------- | ----- | -------- | -------- |
| 1989        | Le Miracle Secret               |       |          |          |
| 2006        | Nocturnes (Radiofonische opera) |       |          |          |

#### Balletten
| Voltooid in | titel        | aktes | première        | libretto | choreografie |
| ----------- | ------------ | ----- | --------------- | -------- | ------------ |
| 1997        | Rugged lines |       | 1997, Barcelona |          |              |

#### Toneelmuziek
- 1992 La rosa profunda un parcours musical sur des textes de Jorge Luis Borges, voor spreker, ensemble en elektronica
- 2011 La Rosa..., voor mezzosopraan, spreker, accordeon, instrumentaal ensemble en elektronica

### Vocale muziek

#### Werken voor koor
- 2004 Tabula es, voor gemengd koor a capella

#### Liederen
- 2008 Traces VII, voor sopraan en elektronica

### Kamermuziek
- 1994 La cifra, voor dwarsfluit, cello, piano en slagwerk
- 1997 Trame I, voor hobo en 5 instrumentalisten
- 1999 Trame II, voor klavecimbel en 6 instrumentalisten
- 1999 Rugged lines memos voor negen instrumenten en elektronica
- 1999 ...del matiz al color..., voor 8 celli
- 2001 Trame Ia, voor sopraansaxofoon en 5 instrumentalisten
- 2002 Le scorpion musique pour le film "L'Age d'or" de Luis Buñuel, voor zes slagwerkers, twee piano's en elektronica
- 2003 Lineas de agua, voor 8 celli
- 2005 Prelude and blue, trio voor saxofoon, slagwerk en contrabas
- 2007 Tulles et les ombres conte musical, voor 7 instrumentalisten

### Werken voor piano
- 2000 Dos formas del tiempo

### Werken voor slagwerk
- 2001 Les Caramba, voor zes slagwerkers
- 2005 Short Stories, voor vibrafoon

### Filmmuziek
- 1995 Metropolis
- 1996 Las siete vidas de un gato, voor 8 instrumentalisten en elektronica - muziek voor Un Chien Andalou van Luis Buñuel
- 2002 Le scorpion
- 2011 Metropolis – versie van 2011

### Elektronische muziek
- 2007 La Makina, voor twee piano's, twee slagwerkers en elektronica
- 2008 Har le Tailleur de Pierre conte musical, voor drie slagwerkers en elektronica
- 2009 Tunneling, voor ensemble en elektronica